# Leon Winiarski (żołnierz)

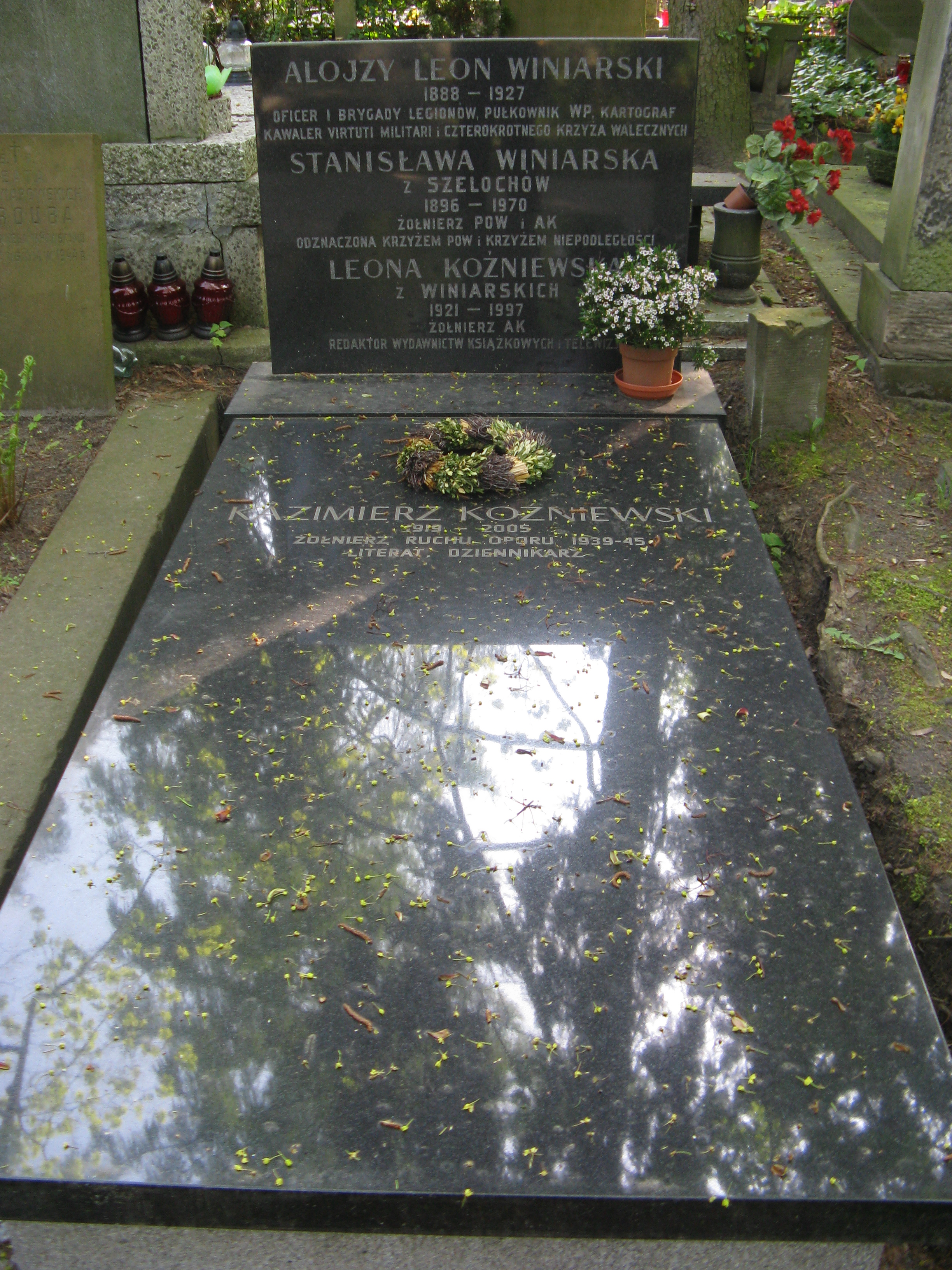
Grób Leona Winiarskiego na Cmentarzu Wojskowym na Powązkach

Leon Alojzy Winiarski (ur. 4 grudnia 1888 w Podgórzu, zm. 22 grudnia 1927 w Warszawie) – podpułkownik geograf Wojska Polskiego, działacz niepodległościowy, kawaler Orderu Virtuti Militari, inżynier geometra-mierniczy, kartograf.

## Życiorys
Urodził się 4 grudnia 1888 w Podgórzu, w rodzinie Leona i Alojzy. Ukończył c. k. Wyższą Szkołę Realną w Krakowie, po czym podjął studia na Politechnice Lwowskiej, jednocześnie pracując jako geometra.
12 sierpnia 1914, po wybuchu I wojny światowej, wstąpił do Legionów Polskich, w których służył w 1. kompanii I batalionu 1 pułku piechoty. Od listopada 1914 był dowódcą II, a następnie III plutonu we wspomnianej kompanii. 2 lipca 1915 został mianowany chorążym z oznakami XII rangi). Od 20 listopada 1915 do 1 marca 1916 był leczony. 1 kwietnia 1916 awansował na podporucznika w piechocie. Od marca do 15 listopada 1916 był adiutantem batalionu uzupełniającego nr 1. Następnie służył w 5 pułku piechoty, w którym był dowódcą kompanii. Po kryzysie przysięgowym z 1917 został wcielony do c. i k. Armii. Ukończył  kurs oficerski w Basovie, odkomenderowany do 12 Dywizji Piechoty i wysłany na front włoski, gdzie służył od 15 listopada 1917 do 1 maja 1918. Zdezerterował z frontu, przedostał się do Limanowej i działał w Polskiej Organizacji Wojskowej.
Od 1 listopada 1918 służył w 2 pułku strzelców podhalańskich na stanowisku dowódcy 5. kompanii. 12 kwietnia 1919 został formalnie przyjęty do Wojska Polskiego z byłych Legionów Polskich, z zatwierdzeniem posiadanego stopnia porucznika i przydzielony z dniem 1 listopada 1918 do Dowództwa Wschód. Od 15 lipca 1919 był referentem wyszkolenia w 5 pułku piechoty Legionów, od 1 marca 1920 skierowany do Dowództwa Okręgu Generalnego Poznań. 19 sierpnia 1920 został zatwierdzony z dniem 1 kwietnia 1920 w stopniu kapitana, w piechocie, w grupie oficerów byłych Legionów Polskich. Wziął udział w wojnie z bolszewikami, a w jej trakcie był dowódcą batalionu w 157 pułku piechoty, następnie od 7 września 1920 był dowódcą III batalionu w 8 pułku piechoty Legionów. Od października 1920 do kwietnia 1921 pełnił obowiązki dowódcy tego pułku. 16 września 1921 dowódca 8 pp Leg. kapitan Zygmunt Szafranowski we wniosku na odznaczenie Orderem Virtuti Militari napisał:

Dnia 24 września 1920 r. w bitwie pod Brzostowicą Wielką, po wyrzuceniu ze stanowisk własnych oddziałów przez nieprzyjaciela, kpt. Leon Winiarski dowódca III/8 pp Leg. przechodząc do kontrataku na wieś Karpowce i Stanisławowo swoim męstwem i odwagą, jak i wielką umiejętnością, przeprowadza manewr nadzwyczaj ryzykowny, gdyż nieprzyjaciel rzucił najlepsze swe siły chcąc za wszelką cenę zdobyć utracone pozycje, złamać opór naszych oddziałów by móc osiągnąć linię Świsłoczy, a tym samym zajść na tyły V Brygady. Kpt. Winiarski widząc niebezpieczeństwo jakie zagraża, rzuca swój baon z wielką brawurą na nieprzyjaciela, konno osobiście dowodzi, zagrzewając przemęczonego poprzednimi atakami żołnierza. Dzięki swej brawurze, uzyskuje swój cel.

W 1921 został odkomenderowany z Wojska Polskiego celem dokończenia studiów na Politechnice Lwowskiej i wcielony do 49 pułku piechoty w Kołomyi jako oddziału macierzystego. Po ukończeniu studiów uzyskał tytuł inżyniera geometry-mierniczego. 3 maja 1922 został zweryfikowany w stopniu majora ze starszeństwem od 1 czerwca 1919 i 399. lokatą w korpusie oficerów piechoty. Od 7 kwietnia 1924 pracował w Wojskowym Instytucie Geograficznym w Warszawie. W 1926, w czasie przewrotu majowego, został ranny walcząc w obronie gmachu Ministerstwa Spraw Wojskowych przy ul. Nowowiejskiej w Warszawie. Od 21 maja 1926, po wyleczeniu z rany, pełnił obowiązki kierownika Wydziału I Triangulacyjnego WIG. W 1927 reprezentował Polskę na zjeździe Międzynarodowej Unii Geodezyjno-Geofizycznej w Pradze. 12 kwietnia 1927 awansował na podpułkownika ze starszeństwem z 1 stycznia 1927 i 1. lokatą w korpusie oficerów geografów. W maju tego roku został wyznaczony na stanowisko kierownika Wydziału I WIG. Zmarł nagle 22 grudnia 1927 w Warszawie. Został pochowany na Cmentarzu Wojskowym na Powązkach w Warszawie (kwatera A16-1-3).
Był żonaty z Stanisławą z Szelochów (1896–1970), członkinią POW i Armii Krajowej, odznaczoną Krzyżem Niepodległości, z którą miał córkę Leonę (1921–1997), żołnierza AK, redaktora, żonę Kazimierza Koźniewskiego.

## Ordery i odznaczenia
- Krzyż Srebrny Orderu Virtuti Militari nr 4883 – 1921[27][28]
- Krzyż Niepodległości – pośmiertnie 16 marca 1937 „za pracę w dziele odzyskania niepodległości”[29][30][31]
- Krzyż Walecznych czterokrotnie[32][33][a]
- Złoty Krzyż Zasługi – pośmiertnie 16 marca 1928 „za zasługi na polu organizacji i administracji wojska”[34]